# Abenaston
Abenaston – miasto w Surinamie w dystrykcie Sipaliwini.